# درنای تاج‌دار سیاه
درنای تاج‌دار سیاه (نام علمی: Balearica pavonina) نام یک گونه از سرده درناهای تاج‌دار است.